# Франс Саммут
Франс Саммут (на малтийски: Frans Sammut) е малтийски романист, есеист, автор на разкази, преводач. Баща е на писателя Марк А. Саммут.

## Живот
Роден е в Зебудж, Малта. Учи в началното училище в Зебудж, училище „Сейнт Алойзиус“ (св. Луи IX) в Биркиркара, педагогическия колеж „Сейнт Майкълс“, Малтийския университет (бакалавър по богословие, магистър по педагогика), университета Перуджа (диплома за преподаване на италиански като чужд език).
Получава признание още като ученик в началото на 1960-те г. на състезание, организирано от „Għaqda Kittieba Żgħażagħ“, със свои разкази: „L-Istqarrija“ печели 1во място и още 2 други разказа печелят 2ро и 4то място. В края на 1960-те основава „Съживление на литературното движение“. По-късно работи като секретар на Малтийската езикова академия.
Избран е за член на Световната наполеонова общност през 2010 г.
Приключва кариерата си в образованието като директор на училище. Съветник е на малтийския премиер по въпросите на културата от 1996 до 1998 г. Сключва брак с Катерин Какия, има 2 сина – Марк-Антоний и Жан-Пиер.

## Творчество
Публикува много книги, в това число бестселърите:
- Il-Gaġġa („Клетката“), по която е направен филмът Gaġġa на Марио Филип Ацопарди от 1971 г.[4];
- Samuraj („Самурай“), спечелила наградата Rothmans;
- Paceville („Пачевил“), спечелила националния медал за литература[1] Paceville, which won the Government's Literary Medal.[1];
- Il-Ħolma Maltija („Малтийската мечта“), за която литературният критик Норберт Еллул-Винченти пише: „не съществува нещо от такъв мащаб в малтийската литература“[5], бившият премиер и драматург Алфред Сант я смята за „шедовъра“ на Саммут[6], британската писателка и поетеса Марджори Бултън я нарича „колосално произведение“[7]

Саммут също така публикува сборници от кратки разкази: Labirint („Лабиринт“), Newbiet („Сезони“), Ħrejjef Żminijietna („Съвременни разкази“).
Белетристиката му включва също произведения като Ir-Rivoluzzjoni Franċiża: il-Ġrajja u t-Tifsira („Френската революция: история и значение“), Bonaparti f'Malta („Бонапарт в Малта“), чийто превод Bonaparte à Malte на френски език е издаден през 2008 г., и On The Da Vinci Code (2006), двуезичен (на английски и малтийски) коментар на международния бестселър.
Той също редактира Lexicon на Микел Антон Вассалли. Вассалли (род. 1829 г.) е считан за баща на малтийския език. През 2006 г. преводът на Саммут на Motti, Aforismi e Proverbii Maltesi на Вассалли е публикуван като Għajdun il-Għaqal, Kliem il-Għerf u Qwiel Maltin. През 2007 г. неговата книга Il-Ħolma Maltija в превод (като La Malta Revo) представя Малта в колекцията от класически литературни произведения на есперанто, издадена от Mondial Books of New York. През 2008 г. неговата Il-Gaġġa е издадена за 5-ти път.
През 2009 г. Саммут представя революционна реинтерпретация на поемата на Пиетру Кашаро Xidew il-qada (позната също като Il Cantilena), най-стария съществуващ писмен документ на малтийски език.
Саммут превежда и важни театрални произведения: Phedre („Федра“) на Расин (1978) и „На дне“ („На дъното“) на Максим Горки, представени на сцената на театър „Маноел“ под ръководството на поета Марио Ацопарди.
Бившият ректор на Малтийския университет професор по философия и изтъкнат малтийски интелектуалец Питър Серачино Инглотт казва:
| „ | Геният на Саммут е в способността му на Волтеров шут да трансформира исторически герой във вид сатиричен носител на иронично импозантна маска. Читателят е каран да се наслаждава на лицевата страна на героите, която обикновено се възприема с неотслабваща тържественост. Човек се усмихва сякаш е съучастник в техните съмнения, прегрешения и предателства. Стилистичното превключване от исторически разказ към белетристика е вероятно най-голямото предизвикателство, с което всеки тип преводач се сблъсква. | “ |

## Последни думи
Последните думи на Франс Саммут са: „Със съпругата ми трябваше да посетим Ерусалим, но както изглежда, планът се променя. Сега отивам в небесния Ерусалим“
Реакцията на Серачино Инглот на тези думи е: „Тогава осъзнах, че понякога сълзите и смехът са взаимнозаменяеми“.